# Кермись (село)
Кермись — село в Шацком районе Рязанской области, административный центр Кермисинского сельского поселения. Малая родина Героя Советского Союза Н. А. Копытёнкова.

## Географическое положение
Село Кермись расположено на юго-востоке района на реке Кермись в 30 км к юго-востоку от города Шацка. Через село протекает небольшой ручей Индиль.
Расстояние от села до районного центра по автодороге — 50 км, до областного — 220 км.
Климат, как и во всем районе, умеренно континентальный, с тёплым летом и умеренно-холодной зимой. В течение года осадки распределяются неравномерно.

## История
Село Кермись является одним из первых ранних поселений по правую сторону реки Цны. Заселялось оно в 1780 годах из сел Борки, Ялтуново, Конобеево.
Владельцем земель, на которых было основано село Кермись, был Александр Александрович Нарышкин (1726—1795) — камергер, при Екатерине II назначен сенатором. В 1838 году владельцем Кермиси после смерти своего отца, Кирилла Александровича (умер в 1838 г.) стал Сергей Кириллович Нарышкин (1815—1854), штабс-ротмистр. В 1854 году владельцем села после смерти Сергея Кирилловича Нарышкина стал его двоюродный племянник, Александр Дмитриевич Башмаков (1825—1888), штабс-ротмистр, камергер Его императорского величества, правнук великого русского полководца А. В. Суворова.
По ревизским сказкам 1816 года в деревне Керемса в 64 домах проживало 461 человека.
В 1822 году в селе построен каменный храм. 24 октября (6 ноября по новому стилю) храм был освящен и назван по имени иконы Божией Матери, именуемой «Всех Скорбящих Радость».
В ноябре 1862 года усилиями священника отца Евдокима Садикова и диакона Александра Звонарева в доме волостного начались занятия в школе для 39 крестьянских мальчиков. Отсюда берет отсчет основание Кермисинской школы.
1884 год — первое упоминание о кермисинском фельдшерском пункте. В 1903 году открыта Кермисинская больница, в 1913 — сберегательный банк.
В 1929 году в с. Кермись образовалась артель «12 лет Октября», в 1930 — колхоз «XII лет Октября». В 1959 году колхоз переименован в колхоз имени А. А. Жданова., в 1963 году — в «Рассвет». В 1964 году колхоз «Рассвет» ликвидирован и вместо него образован совхоз «Кермисинский». В состав совхоза вошли отделения, располагающиеся в селе Кермись и деревнях Боголюбовка и Спасск. В 1991 году совхоз «Кермисинский» реорганизован в ТОО «Кермись», которое в 1994 году вошло на правах отделения в состав ТОО «Цна» (село Ямбирно). в 2000 году СПК «Феникс» с. Ямбирно.
С 1993 по 2013 год в селе действовал дом-интернат для престарелых и инвалидов.

## Население
- 1834 год — 799 чел.
- 1850 год — 907 чел.
- 1857 год — 859 чел.
- 1912 год — 2043 чел.

| 1989 | 2010 | 2012 |
| ---- | ---- | ---- |
| 458  | ↘290 | ↗347 |

## Известные уроженцы
- Копытёнков, Николай Андреевич — советский офицер, военфельдшер, Герой Советского Союза.

## Инфраструктура
В селе имеется дом культуры (открыт в 1971 году), библиотека, отделение почты, магазин.
В центре села установлен обелиск, посвященный памяти кермисинцев — участников Великой Отечественной войны (открыт в 1973 году).
Церковь иконы Божией Матери Всех скорбящих Радость.

## Транспорт
Действует автобусный маршрут Шацк — Кермись. Автобус ходит 1 раз в день.